# Традиционалне играчке од дрвета на подручју Хрватског загорја
Традиционалне играчке од дрвета на подручју Хрватског загорја један је од примера како се некада живело и забављало у домовима у време када није било рачунара и интернета. Играчке су израђене од локалног дрвета, посебно меких врста липе, јавора, врбе или букве, рађене су ручно, коришћењем вештина и шаблона од картона, која су данас заштићена вештина и драгоцено наслеђе.
Појавом индустријализације ова вештина је готово нестала, али љубав појединаца према обради дрвета је сачувана у неколико села у Хрватском загорју.

## Заштита културног добра
Релевантну валоризацију израде специфичних дрвених дечјих играчака верификовале су овлашћене  установе и организације у Хрватској. Министарство културе Републике Хрватске, на основу документације  утврдило је 2007. године  умеће израде традиционалних дечјих играчака Хрватског загорја као културно добра и уписало га у Регистар културних добара Републике Хрватске.
УНЕСКО-ов Одбор за нематеријалну културну баштину света унео је 2009. године  на Репрезентативну листу нематеријалне културне баштине света дрвене играчке Хрватског загорја. Уписом на Листу заштићених културних добара потврђене су активности на очувању, заштити, презентацији и ревитализацији традицоналних вредности и створени су бољи и бржи услови за научно-стручна изучавања на изради артефаката који се све више губе и нестају пред снажном индустријализацијом и дигитализацијом модерног времена.

## Опште информације
На територију Републике Хрватске уназад више година спроведено је истраживање на терену на тему очуваности вештине израде дечијих дрвених играчака, које је  обухватило  Крапинско-загорску жупанију. Села у којима се и данас израђују дрвене играчке  су Лаз Стубички, Лаз Бистрички, Горња Стубица, Тугоница и маријанско светиште Марија Бистрица.
- Места Крапинско-загорске жупаније у којима је сачувана израда дрвених играчака
- Тугоница
- Горња Стубица
- Лаз Бистрички
- Марија Бистрица

Карактеристично је да ове предмете израђују мушкарци, а жене их осликавају и украшавају, цветним и геометријским мотивима.
У бази Центра за традицијске обрте, знања и вештине Републике Хрватске уписано је 24 мајстора познаваоца  вештине израде дрвених играчака. Међутим број учесника у изради је много већи јер у свакој породици појединог мајстора и женски део породице - баке, мајке, жене, а понекад и старија деца, учествују у изради дрвених играчака „финиширањем“ појединог производа, односно бојањем и украшавањем.
Своје производе мајстори су некада пласирали преко Прве хрватске сељачке задруге за кућну радиност и промет дјечјим играчкама, основане 1934. године која је бројала преко 30 домаћинстава. Задруга је  престала са радом 1950-их година. Ови производи остали су и данас препознатљиви и претежно се продају:
- на сајмовима и вашарима широм Хрватске,
- у музејским сувенирницама
- најпознатијем маријанском светишту у Марији Бистрици.

## Подела познаваоца вештине
Мајсторе и познаваоце вештине етнолози деле  у неколико група према предметима које израђују, на:
- Мајсторе који се баве израдом жичаних инструмената – тамбурица,[12]
- Мајсторе који се баве израдом дрвених (дувачких) свирала (жвеглица),
- Мајсторе који се баве израдом традиционалних дрвених играчака (домаће животиње,  намештај, превозна средства),
- Мајсторе који се баве израдом неукрашених дрвених играчака.

Према статусу, мајстори се деле у три групе:
- Мајсторе са статусом занатлије,
- Мајстори кућне радиности
- Познаваоци вештине израде играчака без статуса занатлије.

## Израда
Материјал за израду играчака мајстори најчешће прибављају у приватним шумама, а користе дрво липе, букве и јавора.
Мотиви и облици ових играчака представљају предмете из свакодневног окружења.
Поједини мајстори специјализирали су се за израду кућног инвентара: кревета, столова и столица, столчека, ормара, комода, креденца или граденце, шкрињице, зипке за бебе, зибељке. Умањени упорабни предмети такође  су се израђивали у облику дрвених играчака: корито, рифљача за прање рубља, тачке и дечја колица.
Надахнути природом и властитим окружењем, мајстори израђују лептире, коње, жуне и патке или кокоши које кључају. Према казивањима Стјепана Храстовића на Лазу су педесетих и шездесетих година 20. века осим аутомобила, запрега и других превозних средстава израђивали и магарце с напртњачама и кломпе - држаче мањих боца за потребе сувенирница на јадранској обали.
До данас се одржала израда кола, коња са запреге, возова, камиона, авиона, хеликоптера, трамваја.
Према традицији, у Хрватском загорју мушкарци су израђивали играчке, а жене су осликавале (цинфрале)  играчке алатом који су у прошлости жене на Лазу саме измислиле - пресавијена метална кутијица од пасте за ципеле, а зове се тисица.

### Дрвене играчке без украса
Дрвене играчке без украса, некада су израђивале у свакој загорској кући. Њима су се деца играла у кући уз породичну ватру или на пашњаку на задружном имању.
Деци су ове играчке правили родитељи и старија браћа и сестре. Израђивале су се фрулице, свирала, праћке, шприцеви, лутка на канапу, дрвени пиштољ, пистола, лук и стрела, зврк, крчаг, од љуске ораха и многе друге.